# Kobus Walsma
Jacobus (Kobus) Walsma (Holwerd, 11 september 1942) is een Nederlands politicus die zesenhalf jaar (van 2000 tot 2007) Eerste Kamerlid voor het Christen-Democratisch Appèl (CDA) was.
Na de middelbare landbouwschool (1955 - 1959) en de driejarige hbs (1961 - 1962) volgde Walsma de hogere landbouwschool (1962 - 1966) en studeerde hij biologie aan de Rijksuniversiteit Groningen (1967 - 1973). Tijdens zijn studie biologie, vanaf 1969, werkte Walsma als docent biologie aan de bijzondere Hogere Landbouwschool te Leeuwarden. Na zijn studie zou hij hier ook adjunct-directeur en later directeur (tot 1986) worden.
In 1978 werd hij gekozen in de Provinciale Staten van Friesland en hij was in de periode 1986-1999 lid van Gedeputeerde Staten van Friesland met diverse portefeuilles. Met die achtergrond voerde hij in de Senaat over de onderwerpen landbouw, landbouwonderwijs en hoger onderwijs - onder meer over de invoering van de bachelor-masterstructuur - en waterstaat het woord. Hij was tevens voorzitter van de Landbouwcommissie in de Eerste Kamer.
Naast zijn politieke loopbaan bekleedde en bekleedt Walsma diverse bestuursfuncties bij stichtingen, commissies en bedrijven.
In 1999 werd hij onderscheiden als Ridder in de Orde van Oranje-Nassau.
- Parlement.com: vg09llqrn2to